# Фергал мак Маэл Дуйн
Фергал мак Маэл Дуйн (др.‑ирл. Fergal mac Máele Dúin; погиб 11 декабря 722) — король Айлеха (700—722) и верховный король Ирландии (710—722) из рода Кенел Эогайн.

## Биография

### Король Айлеха
Фергал был сыном короля Айлеха Маэл Дуйна мак Маэл Фитриха и Кахт, дочери верховного короля Ирландии Келлаха мак Маэл Кобо из рода Кенел Конайлл. После гибели отца в 681 году он не смог унаследовать престол Айлеха, доставшийся Фланну мак Маэл Туйле, правившему королевством вместе со своим братом Уртуйлом. Только после смерти Фланна, скончавшегося в 700 году, Фергал получил власть над отцовскими владениями.
Первое упоминание Фергала мак Маэл Дуйна в ирландских анналах датировано 707 годом. В этом году войско Северных Уи Нейллов во главе с Фергалом мак Маэл Дуйном, Фергалом мак Лоингсигом из рода Кенел Конайлл и королём Кенел Кайрпри Коналлом Менном одержало победу над королём Коннахта Индрехтахом мак Дунхадо. Вероятно, поход был организован верховным королём Ирландии Конгалом Кеннмагайром. Коннахтский правитель пал на поле боя. Таким образом, была отомщена гибель верховного короля Ирландии Лоингсеха мак Энгуссо в битве с коннахтцами при Коранне в 704 году.

### Верховный король Ирландии

Ирландия в VIII — первой трети IX века

После смерти Конгала Кеннмагайра из рода Кенел Конайлл, скончавшегося в 710 году, Фергал мак Маэл Дуйн получил титул верховного короля Ирландии. В сохранившемся в составе «Лейнстерской книги» списке верховных королей Фергал наделяется семнадцатью годами правления, в то время как в трактате «Laud Synchronisms» сообщает о том, что он владел титулом только десять лет. Фергал стал первым верховным королём из рода Кенел Эогайн после скончавшегося в 612 году Аэда Уариднаха.
Фергал мак Маэл Дуйн вёл активную завоевательную политику. В 711 году он сражался при Слиаб Фуайт (в современном Фьюсе в графстве Арма) с войском правителей Бреги. В этой битве пали король Уи Мейт Тнутах мак Мохлоингейс и Ку Раи из рода Сил Аэдо Слане, брат правителя небольшого королевства Фир Хул Брег Фланна мак Аэдо. Согласно «Анналам четырёх мастеров», в 714 году король Айлеха изгнал в Британию родича правителей Лагора (Южной Бреги) Фогартаха мак Нейлла, объявившего о своих притязаниях на власть над Брегой. Однако другие ирландские анналы не называют имени того, кто был гонителем Фогартаха. На основании этого современные историки предполагают, что, скорее всего, изгнание было следствием междоусобной войны внутри рода Сил Аэдо Слане, и называют возможным преследователем Фогартаха или его собственного дядю, короля Бреги Коналла Гранта, или правителя Миде Мурхада Миди. В 715 году Коналл Грант и Мурхад Миди поссорились, король Мурхад был убит своим соперником и это позволило Фогартаху в 716 году возвратиться в Ирландию.
Анналы сообщают, что уже в 717 году Фогартах мак Нейлл организовал беспорядки на ежегодном собрании ирландской знати, проводимом Уи Нейллами в Тайльтиу. Во время этих волнений, по крайней мере, два человека были убиты. Хотя средневековые исторические источники не сообщают о причинах бунта, вероятно, это выступление было направлено против верховного короля Ирландии Фергала мак Маэл Дуйна. Предполагается, что вскоре после этих событий между Фогартахом и Фергалом был заключён союз. Возможно, результатом союзнических отношений стала гибель в 718 году Коналла Гранта, убитого верховным королём. После этого Фогартах, с согласия Фергала мак Маэл Дуйна, получил престол Лагора и титул короля всей Бреги.
В 719 году Фергал мак Маэл Дуйн начал войну с Лейнстером, победив в сражении при Финнабаре (современном Фенноре) короля Мурхада мак Брайна из рода Уи Дунлайнге. В 721 году король Мунстера Катал мак Фингуйне и король Лейнстера Мурхад мак Брайн вторглись во владения Южных Уи Нейллов и разорили земли союзника Фергала, короля Фогартаха мак Нейлла. В ответ в этом же году верховный король разорил Лейнстер, заставив местного правителя выдать ему дань рогатым скотом («борому») и передать заложников. В это же время Фергал заключил перемирие с королём Каталом мак Фингуйне, по свидетельству «Анналов Инишфаллена», сопровождавшееся передачей Фергалом заложников правителю Мунстера. Эти анналы также заявляют, что Фергал подчинился власти короля Катала, ставшего, таким образом, правителем всей Ирландии. Однако современные историки считают это сообщение недостоверным из-за явной про-мунстерской позиции авторов «Анналов Инишфаллена».
Несмотря на нанесённое им Фергалом мак Маэл Дуйном поражение, лейнстерцы уже в 722 году нарушили перемирие, вынудив верховного короля снова выступить в поход. Собрав большое войско в подвластных Северным и Южным Уи Нейллам владениях и среди союзников-айргиалльцев, Фергал вторгся в Лейнстер. Однако 11 декабря армия верховного короля была разбита в сражении при Алмайне (современном Аллене) лейстерским войском, во главе которого стояли король Мурхад мак Брайн и правитель Уи Хеннселайг Аэд мак Колгген. На поле боя пало множество воинов, включая и самого Фергала мак Маэл Дуйна. Предания свидетельствовали, что в битве погибли сто шестьдесят подвластных Фергалу королей, а ещё девять сошли с ума, став свидетелями столь кровавого побоища.
Воспоминания о этой кровопролитной битве сохранялась в памяти ирландцев ещё несколько веков, и в X веке обстоятельства гибели короля Фергала мак Маэл Дуйна легли в основу поэмы «Битва при Алмайне» (др.‑ирл. Cath Almaine). В ней исторические свидетельства тесно переплетены с легендарными и даже мифологическими сюжетами (например, с рассказами о чудесном воскрешении погибшего в битве певца Донна Бо и о говорящих, отсечённых от тел, головах певца и его покровителя, короля Фергала). Согласно этому источнику, главным противником верховного короля в битве был король Аэд мак Колгген. Хотя король Мунстера Катал мак Фингуйне был многолетним врагом Фергала мак Маэл Дуйна, смерть верховного короля, с которым он недавно заключил мир, очень его опечалила. Стараясь задобрить своего союзника, лейнстерцы отослали в резиденцию мунстерского правителя в Гленн Дамайне (современном Глануэрте) отрубленную ими голову Фергала. Король же Катал воздал останкам верховного короля все полагающиеся в этом случае почести, а затем отослал голову погибшего монарха его родичам в Айлех. Сражение при Алмайне — последний раннесредневековый военный конфликт, нашедший отражение в ирландском эпосе.
После гибели Фергала мак Маэл Дуйна титул верховного короля Ирландии перешёл к правителю Бреги Фогартаху мак Нейллу из рода Уи Хернайг. Престол же Айлеха унаследовал старший сын погибшего короля Аэд Аллан.

### Семья
Согласно средневековым историческим источникам, Фергал мак Маэл Дуйн был отцом нескольких сыновей.
Старшим из них был Аэд Аллан. О том, кто была его мать, точно не известно: по одним данным, её звали Эрнан и она происходила из рода Кенел Конайлл; по ирландской саге «Пророчество Фергала мак Маэл Дуйна» (др.‑ирл. Fáistine Fergaile meic Máele Dúin), она была дочерью верховного короля Конгала Кеннмагайра, родившей Аэда во внебрачной связи с Фергалом; по ещё одному мнению, это была Бригита, дочь Орки мак Карртайна.
Вторым сыном Фергала был Ниалл Фроссах, матери которого, законной супруге верховного короля Айтехде инген Киайн, «Пророчество Фергала мак Маэл Дуйна» приписывает коннахтское, а другие источники, брегское происхождение. Согласно сведениям трактата из манускрипта «Rawlinson B 502», детьми Фергала мак Маэл Дуйна от неизвестных матерей были также Конхобар, Колку и Мурхад (убит в 741).